# Aagot Lading
Aagot Henny Lading Petersen (5 de julho de 1909, Aarhus — 15 de julho de 1963, Copenhague) foi uma professora, diretora e ativista dos direitos das mulheres dinamarquesa. Depois de se formar em Inglês e História, foi um membro proeminente da Sociedade Dinamarquesa de Mulheres (Dansk Kvindesamfund, DK), onde editou Kvinden &amp; Samfundet . Em 1950, ela se tornou diretora do Rysensteen Gymnasium, onde enfatizou a história das mulheres nas aulas de história da escola. Apesar de seus esforços para manter seu status de escola para meninas, novos regulamentos exigiam que a escola admitisse meninos em 1958.

## Juventude, família e educação
Nascida em 5 de julho de 1909 em Aarhus, Aagot Henny Petersen era filha do capataz da fábrica August Frederik Frants Petersen (1896–1950) e de sua esposa Hilda Kristine nascida Andersen (1874–1957) da Noruega. A mais velha das três filhas da família, seu nome foi mudado para Lading em 1917. Criada em uma família da classe trabalhadora, ela frequentou a escola local no distrito de Valby, em Copenhague, e matriculou-se no Rysensteen Gymnasium em 1927. Incentivada pela diretora Maria Nielsen a estudar história, em 1934 obteve o título de mestre em Inglês e História pela Universidade de Copenhague em 1934.

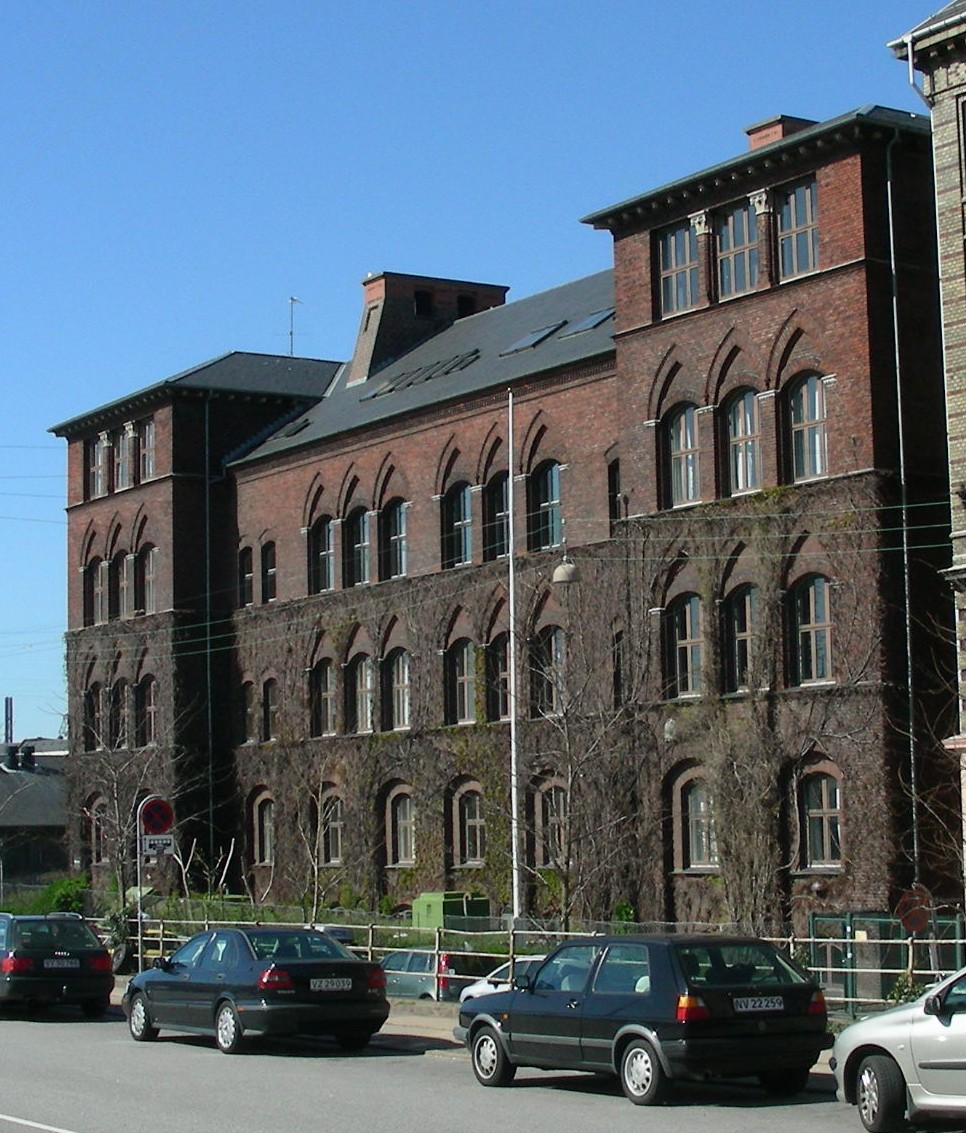
Ginásio Rysensteen

## Carreira
Enquanto estava na universidade, Lading envolveu-se na Sociedade de Mulheres, onde procurou melhorar as instalações de acomodação para estudantes. Juntamente com Stella Kornerup em 1933, ela fundou Dansk Kvindesamfunds Københavnske Ungdomskreds (DKKU), um círculo de jovens com sede em DK Copenhagen. Em 1934, ela se tornou editora do Kvinden og Samfundet de DK, onde enfrentou e superou as críticas à sua frivolidade juvenil e abordagem esquerdista. Ela também trabalhou em uma atualização abrangente da história da Sociedade Dinamarquesa de Mulheres de Gyrithe Lemche, publicando Dansk Kvindesamfunds Arbejde gennem 25 Aar jn 1939.
Lading tornou-se diretor do Rysensteen Gymnasium em 1950. Como historiadora, ela enfatizou a importância de incluir a história das mulheres no currículo. Embora ela tenha lutado para que a instituição continuasse sendo uma escola para meninas, novos regulamentos exigiam a admissão de meninos em 1958. Depois que ela morreu em 1963, o novo diretor foi Svend Atke (1910–93).
Aagot Lading morreu em 15 de julho de 1963 no distrito de Frederiksberg, em Copenhague, e foi enterrado no cemitério de Bispebjerg .